# 14041 Dürrenmatt
14041 Dürrenmatt è un asteroide della fascia principale. Scoperto nel 1995, presenta un'orbita caratterizzata da un semiasse maggiore pari a 2,2922704 UA e da un'eccentricità di 0,1757060, inclinata di 3,43650° rispetto all'eclittica.
L'asteroide è dedicato allo scrittore svizzero Friedrich Dürrenmatt.